# بنیاد جان دی و کاترین مک‌آرتور
بنیاد جان دی و کاترین مک‌آرتور (انگلیسی: John D. and Catherine T. MacArthur Foundation) یکی از ده بنیاد خصوصی بزرگ آمریکا است.
این بنیاد با استفاده از میراث جان مک‌آرتور در اوایل دهه ۱۹۷۰ پایه‌گذاری شد و اگرچه مدیران راستگرای آن در ابتدا از برنامه‌های محافظه‌کارانه حمایت می‌کردند، اما با تغییر مدیریت از اواخر آن دهه، این بنیاد به افکار لیبرالیستی تمایل یافت و اهداف مهم خود را مبارزه با تبعیض و کمک به پیشبرد آزادی‌های مدنی، دموکراسی و دفاع از حقوق بشر اعلام کرده است.